# Loggiato del Sinatra
Il Loggiato del Sinatra o Loggiato di Santa Maria Maggiore è una loggia di forma semiellittica ubicata di fronte alla Basilica Santa Maria Maggiore di Ispica.

## Storia
Progettato dall'architetto di Noto Vincenzo Sinatra, venne completato tra il 1750 e il 1761. Il particolare colonnato richiama quello del Bernini in Piazza San Pietro a Città del Vaticano.
Fino alla fine del 1800, ogni terzo sabato di settembre negli spazi del loggiato aveva luogo la fiera di Santa Rosalia. All'inizio del '900 invece le logge furono chiuse e adoperate come botteghe.

## Stile
Il loggiato è realizzato in stile rococò ed è dotato di ventitré aperture a forma semiellittica intervallate da lesene. Le metope, i triglifi e i pilastrini sormontati da una sfera delle aperture esprimono le peculiarità dello stile settecentesco.

## Nella cultura di massa
Negli anni Settanta, Vittorio De Sica girò alcune scene del suo ultimo film, Il viaggio, uscito nelle sale nel 1974. La parte di Adriana venne interpretata da Sophia Loren, la quale recitò tra il Loggiato del Sinatra e la Basilica di Santa Maria Maggiore.
Il loggiato, nella serie televisiva Il commissario Montalbano, rappresenta la piazza di Vigata.

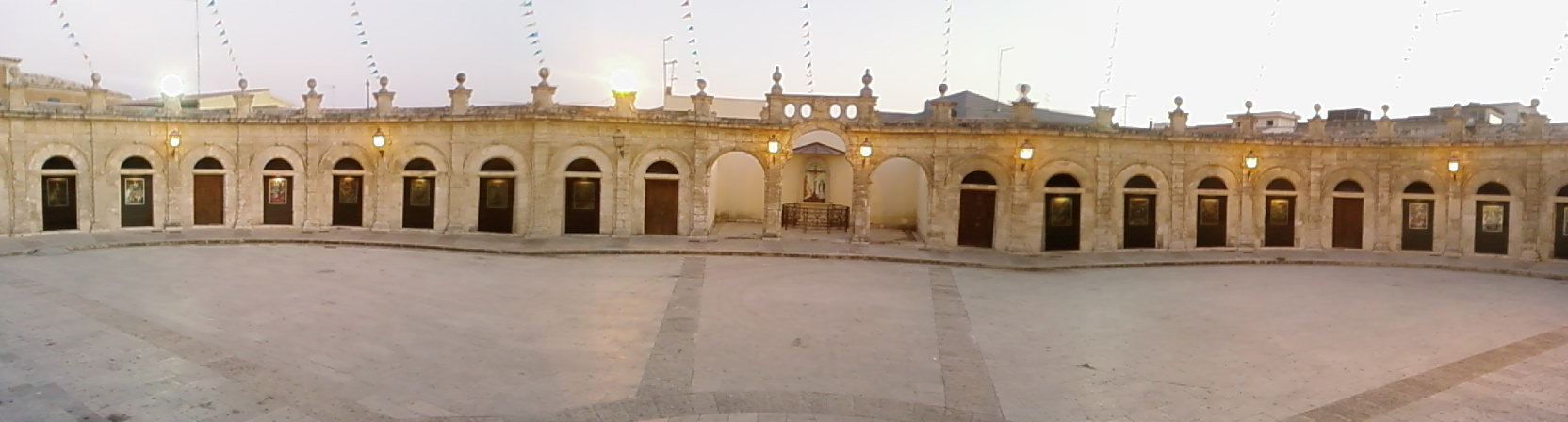
Foto panoramica del Loggiato del Sinatra